# Sarcoma de Kaposi

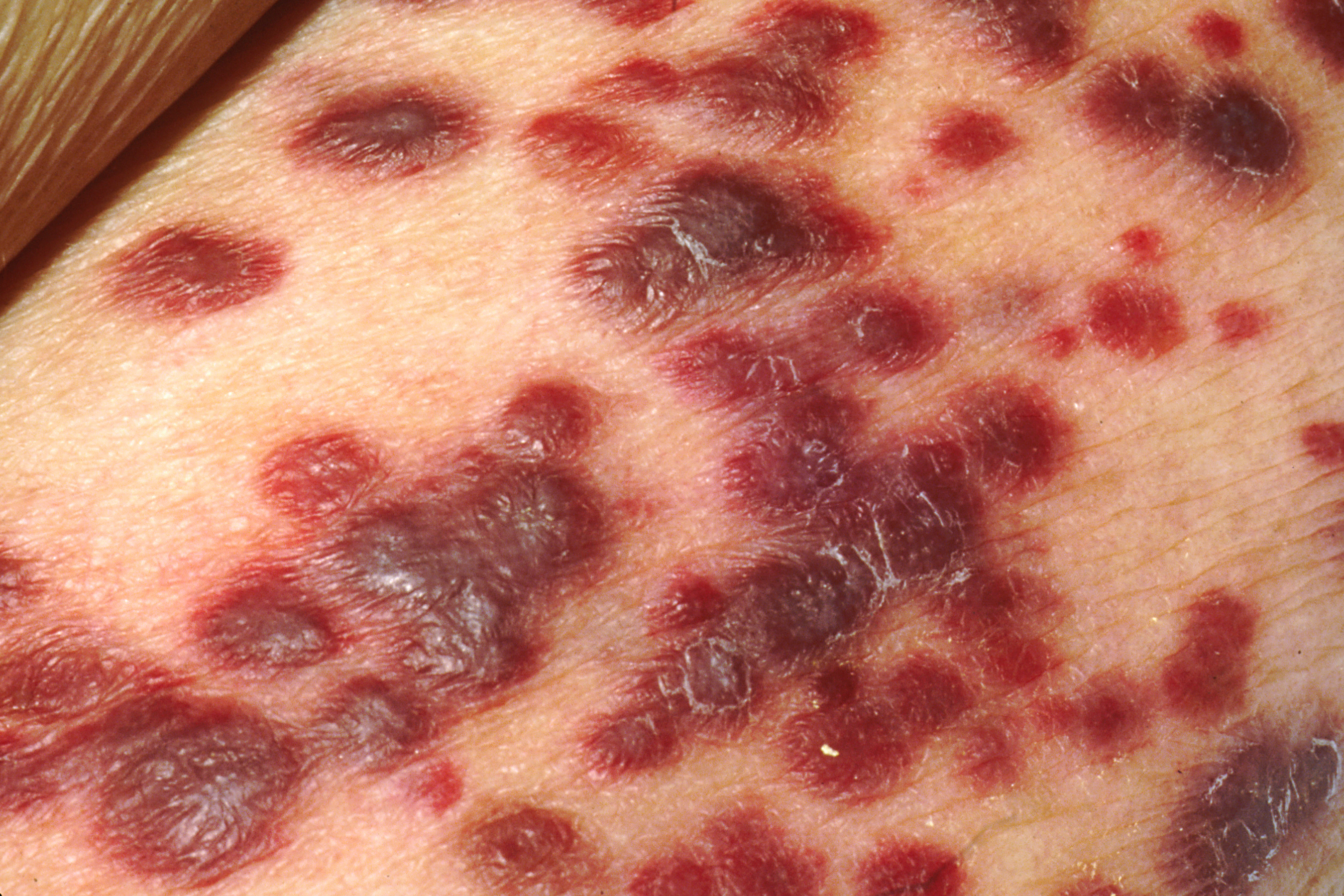
Sarcoma de Kaposi.

El sarcoma de Kaposi es un tumor maligno del endotelio linfático causado por el virus del sarcoma de Kaposi. La enfermedad fue descrita por el dermatólogo húngaro Moritz Kaposi en Viena en el año 1872, bajo el nombre de «sarcoma múltiple pigmentado idiopático».
Su manifestación clínica más común es a través de manchas en la piel de color violáceo, aunque puede presentarse en otras formas que implican otros territorios como el tracto gastrointestinal o los pulmones. Está frecuentemente asociado a la presencia de VIH, a pesar de que el sarcoma puede tener orígenes diversos. El tratamiento puede variar ampliamente, y está adaptado a las manifestaciones y la extensión de la enfermedad. En pacientes con sarcoma de Kaposi asociado a VIH la administración de terapia antirretroviral permite a menudo una remisión completa y un pronóstico favorable.
Su prevalencia es mayor en hombres que en mujeres, aunque esta varía ampliamente según el territorio. Suele darse con más frecuencia en varones mayores de 50 años.

## Historia
Entre los años 1950 y 1960 se describió de forma endémica en África central. En 1970 se lo asoció con estados inmunodeprimidos iatrogénicos, con enfermedades malignas terminales, pacientes trasplantados, etc.
En 1981 la aparición de varios casos en varones homosexuales marcó la primera alarma respecto a la enseguida identificada como una nueva epidemia, la de sida y se detectaron partículas virales del tipo herpético en cultivos de tejidos y en biopsias. También se reconocieron elementos que lo vincularon al citomegalovirus (CMV), detectándose antígenos tempranos y tardíos, CMV DNA y CMV RNA en cultivos de células de Sarcoma de Kaposi (SK) por diversos métodos.
En 1994 Chang et al. demostraron finalmente la presencia de un herpesvirus asociado, llamado VHH-8 o KSHV (Kaposi's sarcoma herpes virus), del que pronto fue descifrada la secuencia genética.

## Epidemiología
El sarcoma de Kaposi es mucho más frecuente en hombres que en mujeres, con una proporción 17:1, y se da sobre todo en pacientes mayores de 50 años. Es más común en personas de origen europeo del este o mediterráneo. Estos tipos de pacientes también son más propensos a desarrollar metástasis a partir del sarcoma. La prevalencia se corresponde con la distribución geográfica del herpesvirus humano 8 en el mundo. En los EE. UU. la prevalencia se ha mantenido estable desde el año 1997, con aproximadamente 1 caso por cada 100 000 habitantes desde el año 1997.
El sarcoma de Kaposi endémico tiene una predileción por la población en edad pediátrica, y su prevalencia también se correlaciona con la seropositividad del HHV-8 del territorio. La proporción de seropositividad en pacientes pediátricos varía ampliamente en el continente africano, desde un 2% en Eritrea hasta casi un 100% en la República Centroafricana. Desde el comienzo de la epidemia por VIH en África, la proporción hombre-mujer ha caído desde un 7:1 hasta un 2:1. En  Uganda y Zimbaue, el sarcoma de Kaposi endémico supone el cáncer más común en hombres y el segundo más común en mujeres.
La tasa de seropositividad de herpervirus humano 8 en el mundo es muy diversa, con porcentajes que varían desde un 40% en el África subsahariana hasta un 2-4% en los países de otras zonas como el norte de Europa, el sudeste asiático o los territorios del Mar Caribe. Aproximadamente un 10% de los habitantes en países mediterráneos y un 5-20% en EE. UU. son seropositivos ante el HHV-8. Esta distribución territorial con preferencia mediterránea, sudamericana y subsahariana es única del HHV-8 y no concuerda con la distribución del resto de tipos de  herpesvirus.
El sarcoma de Kaposi relacionado con el sida es el segundo tumor más común hallado en pacientes de VIH con un recuento de células CD4 menor a 200 células/mm3, y suele vincularse a la presencia de sida en el paciente. Hasta un 30% de los pacientes VIH-positivos que no se hallan bajo tratamiento antirretroviral (HAART) acabarán desarrollando sarcoma de Kaposi.
El sarcoma de Kaposi iatrogénico posee igualmente un predominio masculino de 3:1. Más del 5% de los pacientes trasplantados que desarrollan un tumor maligno desarrollarán sarcoma de Kaposi, lo cual supone una exposición de 400 a 500 veces mayor respecto al resto de la población. El riesgo de desarrollar la enfermedad en pacientes que han recibido un trasplante de médula ósea o células madre es menor respecto al de los pacientes que receptores de un trasplante de órgano.

## Signos y síntomas
Aunque todas las formas del sarcoma de Kaposi son similares en su histología —e incluyen células fusiformes, hendiduras vasculares que contienen hematíes y una infiltración variable de células inflamatorias—, existe una amplia variedad en cuanto a la distribución y las manifestaciones clínicas del sarcoma de Kaposi asociado al sida. La enfermedad se presenta a menudo inicialmente a través de manifestaciones cutáneas de color violáceo, pero con frecuencia los síntomas orales, viscerales o nodulares pueden preceder al fenómeno dermatológico.

### Manifestaciones en la piel
El sarcoma de Kaposi se manifiesta con frecuencia a través de máculas pigmentadas, placas, pápulas o nódulos en la piel; aunque también se dan nódulos subcutáneos sin pigmentación observable a simple vista. Su tamaño puede variar, observándose desde manchas de pocos milímetros de extensión hasta territorios amplios de varios centímetros de diámetro. El color también puede darse en diferentes formas: rosa (especialmente en manchas de reciente aparición), rojo o púrpura; y es frecuente que este se oscurezca con el paso del tiempo. En pieles más oscuras, las manchas pueden presentarse de color marrón oscuro o negro. En algunos pacientes, las manchas de color rojo o violáceo pueden presentar un halo verde o amarillo. Con el tratamiento, el color de las manchas tiende a desteñir hacia el marrón o el gris, y es común que la pigmentación permanezca aún cuando existe ausencia residual de sarcoma de Kaposi en la biopsía de la zona. El tratamiento también tiende a reducir el relieve de las mismas, y puede provocar hiperpigmentación central en manchas de mayor tamaño.

### Manifestaciones orales
Estas ocurren en aproximadamente un tercio de los pacientes con sarcoma de Kaposi asociado al sida, y se dan más frecuentemente en el paladar duro. Suelen presentarse como máculas rojas o violáceas con extensión localizada o difusa, y a menudo no provocan síntomas, tendiendo a pasar desapercibidas. En ocasiones, sin embargo, las manchas de mayor tamaño localizadas tanto en el paladar duro como en el blando pueden protruir y ulcerarse, dando lugar a sangrado en la zona. Otras localizaciones incluyen la encía, la lengua, la campanilla, las amígdalas, la faringe y la tráquea. Estas pueden resultar molestias en la alimentación y el habla, y provocar la pérdida de piezas dentales o comprometer las vías aéreas.

### Manifestaciones gastrointestinales
Se da una afectación del tracto digestivo en un 40% de los pacientes con sarcoma de Kaposi asociado al sida en el momento del diagnóstico, y un 80% en las autopsias. Este puede darse sin que exista una manifestación cutánea. Aunque la frecuencia de estas manifestaciones es relativamente común, estas suelen ser predominantemente asintomáticas, y no poseen un impacto significativo en el pronóstico de la enfermedad. En los casos poco frecuentes en las que son sintomáticas, suelen cursar con síntomas como dolor, obstrucción o sangrado en el recorrido del tracto gastroinstestinal.

### Manifestaciones pulmonares
El sarcoma de Kaposi puede afectar al parénquima pulmonar, el árbol bronquial y la pleura. A menudo los pacientes que presentan manifestaciones pulmonares se encuentran en un estado avanzado del sida. Este tipo de manifestación suele ser sintomática, siendo poco frecuentes los casos en los que se halla implicación de los pulmones asintomática a través de una broncoscopia o una radiografía.
Entre los síntomas más comunes se encuentran disnea, tos, sibilancias y hemoptisis; y en algunas ocasiones los pacientes pueden desarrollar insuficiencia respiratoria.

### Manifestaciones linfáticas
A menudo los pacientes de sarcoma de Kaposi sufren de un aumento moderado de tamaño de sus ganglios linfáticos. Las biopsias ganglionares en estos pacientes a menudo encuentran manifestaciones ganglionares concretas asociadas al sarcoma, pero, como en el caso de las gastrointestinales, estas poseen limitada importancia clínica. Sin embargo, aunque raramente, pueden darse casos en los que el aumento de tamaño es significativamente mayor, dándose la invasión del ganglio por parte del sarcoma.
Independientemente de la afectación de los ganglios, una complicación menos común entre pacientes de sarcoma de Kaposi es la presencia de edema linfático, que suele cursar independientemente de la situación cutánea del paciente. Estos edemas son generalmente negativos al signo de Godet, y afectan con mayor frecuencia a manos y pies, aunque otras localizaciones frecuentes incluyen la ingle, los genitales externos y la periórbita. Con menor frecuencia pueden darse en los brazos y en el tronco. En los casos de edema severo, particularmente en las piernas, puede darse una reducción de la movilidad, contracturas, ulceración de la piel, celulitis e infección.

## Tipos
El sarcoma de Kaposi se presenta en cuatro formas epidemiológicas, con desarrollos clínicos distintos, en los diferentes grupos susceptibles.
- La forma clásica fue la primera en ser descrita. Afecta sobre todo a hombres (de 5 a 15 veces más que a las mujeres) de más de 60 años. Se conoce de las regiones orientales del Mediterráneo, sobre todo las penínsulas itálica y balcánica y las islas griegas. La incidencia observada en estas últimas entre los varones infectados por VHH-8 es de aproximadamente 1/3500. La enfermedad suele presentarse en forma cutánea, afectando sobre todo a los miembros inferiores, y es a menudo indolora.[cita requerida]
- La forma endémica fue descrita a partir de los años 1950 como una de las formas más frecuentes de cáncer en África Central y Oriental. Afecta a los hombres de 10 a 15 veces más a menudo que a las mujeres. En hombres de edad avanzada el curso puede ser semejante a la forma clásica, pero en personas más jóvenes se presenta como un cáncer mucho más agresivo, diseminado, con lesiones multifocales (distribuidas) que a menudo implican a las vísceras y con afectación de nodos linfáticos. Una forma rara (5 % de los casos) afecta a niños, con la misma frecuencia para los dos sexos, en una forma linfonodal severa. Es en esas regiones donde la seroprevalencia del VHH-8 (reveladora de la tasa de infección) supera a menudo el 50 % de los hombres adultos. No obstante no hay una correlación perfecta entre los dos parámetros, siendo la incidencia baja en algunas regiones donde la prevalencia es extrema.[cita requerida]
- La forma postrasplante empezó a observarse en los años 1970 en pacientes de trasplante, sobre todo de riñón, sometidos a tratamientos inmunosupresores, como los que se siguen para evitar el rechazo. La incidencia del sarcoma de Kaposi es en estas personas alrededor de 500 o 1000 veces más alta que en la población general. La infección por el VHH-8 puede ser anterior al trasplante o una de las consecuencias del mismo.[cita requerida]
- La cuarta forma es la asociada al VIH. Fue precisamente la concurrencia, en un breve espacio de tiempo, de un número inusitado de casos entre varones homosexuales de California, la que alertó de la aparición del síndrome de inmunodeficiencia adquirida.

El riesgo acumulado en diez años de desarrollar sarcoma de Kaposi en hombres y mujeres coinfectados por los virus VIH y VHH-8 es de 30 a 50 % y la incidencia varios miles de veces mayor que en la población general. En los países desarrollados la introducción de terapias antirretrovirales altamente activas ha reducido radicalmente su incidencia; pero en países africanos donde la prevalencia de ambos virus es elevada y los recursos sanitarios escasos, el sarcoma de Kaposi se ha convertido en el cáncer más común, representando en algunos lugares hasta el 50 % de los cánceres.
No se observan diferencias histológicas e inmunohistoquímicas entre las diferentes formas epidemiológicas, siendo las diferencias observadas más importantes las relativas al grado de desarrollo de la lesión. Los pacientes con delección del cromosoma 22 no tienden a presentar esta patología.[cita requerida]

## Diagnóstico

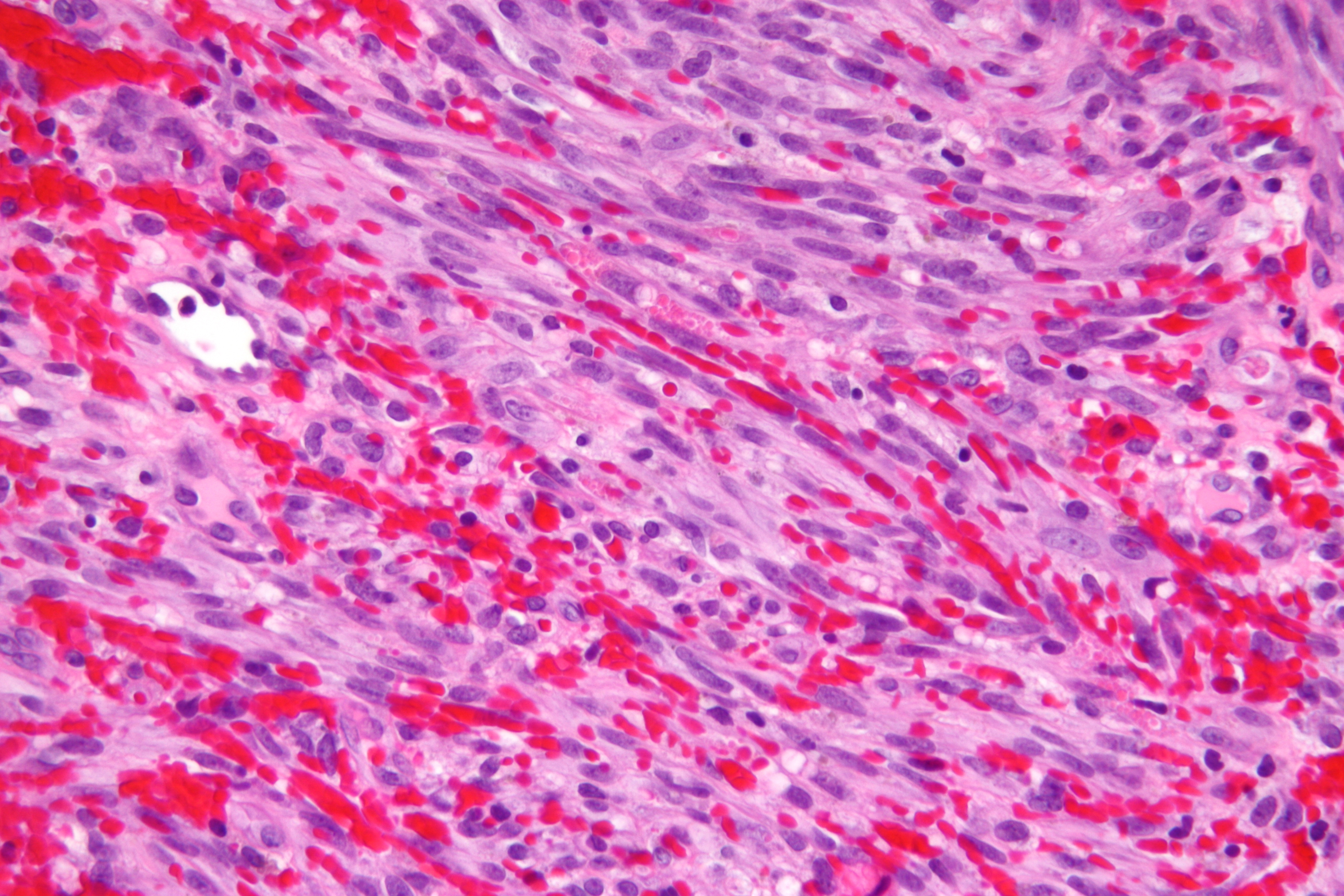
Imagen microscópica de una muestra por biopsia de un sarcoma de Kaposi en la que pueden observarse células fusiformes, alto grado de vascularización y glóbulos hialinos intracelulares

Aunque los signos y síntomas del sarcoma de Kaposi pueden resultar evidentes ante una evaluación clínica, el valor predictivo de este tipo de diagnóstico es limitado, y el gold standard actual para el diagnóstico está representado por el análisis histopatológico realizado a través de una biopsia. Sin embargo, en el caso del sarcoma de Kaposi temprano, este método de diagnóstico puede presentar deficiencias cuando los profesionales a cargo del mismo no están familiarizados con sus particularidades. Cuando se trata de manifestaciones más evidentes, no obstante, —su análisis y, por tanto, su diagnóstico— resulta más sencillo.
Un indicador fiable es la presencia de LANA-1 (antígeno nuclear de latencia) en la muestra de tejido, aunque este también puede presentarse en otras patologías como linfoma primario de cavidades o enfermedad de Castleman. Asimismo, la presencia de LANA-1 puede variar dependiendo del estadio de progresión de la enfermedad, sobre todo en sus manifestaciones cutáneas. Por ejemplo, las manchas que desarrollan pacientes con sarcoma de Kaposi que se encuentran bajo terapia antirretroviral son menos propensas a poseer LANA-1. Su presencia tampoco está asociada a factores como edad, género, subtipo de sarcoma, recuento de CD4 o distribución o extensión de las manchas. Incluso en los casos en los que se da ausencia de LANA-1, los test de reacción en cadena de la polimerasa (PCR) han demostrado ser capaces de detectar la presencia de Herpesvirus humano 8.

### Diagnóstico diferencial
La amplia gama de manifestaciones clínicas del sarcoma de Kaposi puede hacer sospechar de numerosas patologías, tanto neoplásicas como no neoplásicas; y un diagnóstico acertado a menudo implica el conocimiento de las diferentes variedades en las que la enfermedad puede presentarse. Entre las características histiológicas más comunes se hallan el hecho de que, en todas sus formas, el sarcoma presenta células fusiformes; y que en la mayoría de los casos estas se encuentran infectadas por el herpesvirus humano 8.

## Tratamiento
El tratamiento más común de las manchas en la piel relacionadas con el sarcoma de Kaposi consiste en la realización de una extirpación local, el uso de nitrógeno líquido y la administración de vincristina. También son eficaces tratamientos como la escleroterapia, la bleomicina o el interferón-alfa. En su forma endémica y sistémica, es habitual el tratamiento mediante quimioterapia, particularmente en niños.
Los pacientes con sarcoma de Kaposi relacionado con el VIH responden positivamente a la terapia antirretroviral convencional (HAART), que suele permitir la remisión completa del sarcoma. En pacientes con sarcoma severo es frecuente combinar la terapia HAART con dosis de quimioterapia.
Además, el sarcoma de Kaposi clásico tiende a ser sensible a la radioterapia, especialmente en los estadios más tempranos de la enfermedad. Para los casos más avanzados, esta puede usarse como tratamiento paliativo con el objetivo de reducir el dolor, el edema y el sangrado.

### Posibles complicaciones
Las manifestaciones de mayor tamaño pueden resultar dolorosas y conllevar edema y desfiguración de la piel. Cuando existe implicación pulmonar, el sarcoma de Kaposi puede conducir a una situación de insuficiencia respiratoria. El tratamiento por quimioterapia y radioterapia posee también efectos adversos concomitantes como infertilidad, neurotoxicidad o linfedema.

## Pronóstico
Entre un 10 y un 20% de los pacientes que sufren la forma clásica del sarcoma de Kaposi fallecerán a causa de este. La tasa de supervivencia para el sarcoma de Kaposi asociado a VIH es mayor, y existen numerosas variables que sirven de orientación predictiva del pronóstico para este tipo de pacientes, como el recuento de CD4 y la presencia de infecciones oportunistas. En pacientes con sarcoma de Kaposi de origen iatrogénico, el pronóstico depende en mayor medida de su enfermedad de base y su capacidad para tolerar la inmunosupresión. El pronóstico es menos favorable para pacientes que adquieren sarcoma de Kaposi a partir de un trasplante de órgano, sobre todo si los órganos de trasplante son los pulmones.